# Aphria rubida
Aphria rubida är en tvåvingeart som beskrevs av Louis-Paul Mesnil 1973. Aphria rubida ingår i släktet Aphria och familjen parasitflugor.
Artens utbredningsområde är Tunisien. Inga underarter finns listade i Catalogue of Life.